# 벨기에의 코로나19 범유행
다음은 벨기에에서의 코로나19 범유행에 관한 설명이다.

## 경과

### 1월
1월 29일, 벨기에는 필수적이지 않은 홍콩을 제외한 중국행 항공편에 대해 자제하라고 고지하였으며, 일부 여행사는 모든 중국행 항공편을 취소했다.

### 2월
2월 1일, 후베이성에 거주하는 벨기에 국적자들은 브뤼셀의 멜스브로크 공군 기지에 도착하는 일련의 전세 항공편으로 송환되었으며, 그들은 격리되어 군 병원에서 검사되었다. 코로나바이러스에 양성 반응을 보인 사람들은 14일 동안 브뤼셀의 Neder-Over-Heembeek의 군 병원으로 이송되었으며, 음성 반응을 보인 사람들은 브뤼셀의 생피에르 병원으로 격리되었다.
2월 4일, 중국에서 귀환한 9명의 벨기에인 무증상 54세 남자가 첫번째 확진자가 되었다. 그는 브뤼셀의 생피에르 병원으로 격리되었다.

## 같이 보기
- 유럽의 코로나19 범유행
- 나라별 코로나19 범유행
- 프랑스의 코로나19 범유행
- 네덜란드의 코로나19 범유행